# Pachnoda durandi
Pachnoda durandi är en skalbaggsart som beskrevs av Ruter 1958. Pachnoda durandi ingår i släktet Pachnoda och familjen Cetoniidae. Inga underarter finns listade i Catalogue of Life.